# Isaac de Trey
Abram Isaac de Trey, connu sous le nom d'Isaac de Trey, né le 14 janvier 1760 à Payerne et mort le 10 août 1837 à Lutry, est un homme politique vaudois.

## Biographie

### Vie de famille
Protestant, originaire de Payerne, Isaac de Trey est le fils de Charles François de Trey, banneret, et de Salomé Marcuard. Il a trois frères, dont Daniel de Trey, qui jouera également un rôle politique lors de la Révolution vaudoise. Isaac de Trey épouse Isabelle Fivaz. Le couple a un fils, Louis Auguste (1813-1866). Il épouse en secondes noces Anne Chevallier,.

### Carrière professionnelle
Après des études de théologie à Lausanne, Isaac de Trey renonce au ministère et devient commerçant avec ses trois frères. Sous-préfet du district de Payerne entre 1799 et 1803, il œuvre avec son frère Daniel au retour de la commune au canton de Vaud et Il empêche les Bourla-Papey de pénétrer dans le district de Payerne,.
Après la chute du gouvernement bernois qui administrait le canton de Vaud, il devient député au Grand Conseil vaudois dès 1803, ainsi que membre du Petit Conseil vaudois pendant le régime de la Médiation, entre 1803 et 1813. Il est ensuite Conseiller d'État entre 1815 et 1837,.